# راي إيفانز (ملحن)
راي إيفانز (بالإنجليزية: Ray Evans)‏ هو كاتب أغاني وملحن ومغن مؤلف أمريكي، ولد في 4 فبراير 1915 في سالامانكا في الولايات المتحدة، وتوفي في 15 فبراير 2007 في لوس أنجلوس في الولايات المتحدة بسبب مرض قلبي وعائي.

## وصلات خارجية
- راي إيفانز على موقع IMDb (الإنجليزية)
- راي إيفانز على موقع ألو سيني (الفرنسية)
- راي إيفانز على موقع ميوزك برينز (الإنجليزية)
- راي إيفانز على موقع أول موفي (الإنجليزية)
- راي إيفانز على موقع قاعدة بيانات برودواي على الإنترنت (الإنجليزية)
- راي إيفانز على موقع قاعدة بيانات الأفلام السويدية (السويدية)
- راي إيفانز على موقع إن إن دي بي (الإنجليزية)
- راي إيفانز على موقع أول ميوزيك (الإنجليزية)
- راي إيفانز على موقع ديسكوغز (الإنجليزية)
- راي إيفانز على موقع قاعدة بيانات الفيلم (الإنجليزية)